# Lovelace (film)
Lovelace è un film del 2013 diretto da Robert Epstein e Jeffrey Friedman.
Pellicola biografica che tratta la storia vera di Linda Lovelace, pornodiva divenuta famosa dopo la sua partecipazione al film cult La vera gola profonda del 1972.

## Trama
La vera storia di Linda Lovelace, dall'incontro col primo marito Chuck Traynor, allo schieramento contro l'industria del porno che la rese famosa.
La storia viene raccontata 2 volte, una che evidenzia il successo mediatico del film, l'altra che si focalizza sulla violenza fisica e psicologica da parte del marito.

## Produzione
Il budget del film si aggira intorno ai 10 milioni di dollari.

### Cast
- Per il ruolo di Linda Lovelace fu considerata inizialmente Kate Hudson, ma poi fu scelta ufficialmente Olivia Wilde, che tuttavia dovette rinunciare per problemi di programmazione con le riprese di un altro film. Infine fu scelta definitivamente Amanda Seyfried.[1]
- James Franco fu ingaggiato per interpretare il personaggio di Chuck Traynor, ruolo che poi andò a Peter Sarsgaard, mentre Franco fu scelto per portare sul grande schermo Hugh Hefner in questo film.[1]
- Demi Moore doveva apparire in un cameo nella parte di Gloria Steinem, ma dovette rinunciare per motivi di salute.[2] Così per il ruolo fu considerata Mary-Louise Parker, ma infine fu scelta Sarah Jessica Parker, che girò le sue scene una settimana prima che terminassero le riprese,[3] ma la parte venne tagliata nel montaggio finale.[4]

### Riprese
Le riprese del film iniziarono il 20 dicembre 2011 e terminarono il 3 febbraio 2013.
Si svolsero negli Stati Uniti d'America, nelle città di Los Angeles e Glendale, in California.

## Distribuzione
La prima clip venne pubblicata online il 19 gennaio 2013, mentre il trailer venne diffuso il 4 luglio 2013.
La pellicola fu presentata il 22 gennaio 2013 al Sundance Film Festival e il 9 febbraio al Festival internazionale del cinema di Berlino.
Il film è stato distribuito nelle sale cinematografiche statunitensi a partire dal 9 agosto 2013, in Italia invece è arrivato nelle sale l'8 maggio 2014, a cura di Barter Entertainment.

### Divieti
Negli Stati Uniti il film è stato vietato ai minori di 17 anni non accompagnati, per la presenza di «forte contenuto sessuale, nudità, linguaggio non adatto, uso di droghe e violenza domestica». In Italia invece è stato vietato ai minori di 14 anni.

## Accoglienza

### Incassi
Al termine del periodo di distribuzione cinematografica, la pellicola ha incassato 356582 $ nel Nord America e 1 229 000 $ nel resto del mondo, per un incasso complessivo di 1 585 582 $.